# 小公子セディ
『小公子セディ』（しょうこうしセディ）は、1988年1月10日から12月25日まで、フジテレビ系列で毎週日曜19:30 - 19:58（JST）に全43話が放送された、日本アニメーション制作のテレビアニメ。「世界名作劇場（ハウス世界名作劇場）」の第14作目に当たる。

## 概要
原作はアメリカの小説家・フランシス・ホジソン・バーネットの児童文学『小公子』。同シリーズの小公女セーラと原作者が同じである。タイトルが「セドリック」（Cedric）ではないのは、視聴者である子供に呼びやすくするためである。後年、小学館ジュニア文庫で刊行された本作品のノベライズ版では『小公子セドリック』となっている。
全体的に原作に準拠したストーリー設定になっているが、原作ではセディの父親が物語開始の時点で既に他界しているのに対し、本作品では新たに生前のストーリーが付与された。また、プロ野球中継やバラエティー特番などによる放送休止が相次ぐようになった影響から、本作品では放送回数が全43話と前年までと比べて少なくなっており、このため未使用となった伏線や設定があることを、後年発売されたDVDの解説でスタッフが言及している。こうした放送回数の減少傾向は本作品以降も、地上波テレビシリーズの終了まで続くこととなる。
オープニングはそれまでの世界名作劇場のオープニングに含まれている要素をすべて盛り込んだと演出した櫻井美知代が述べており、非常に季節感や動きのある美しい内容に仕上がっている。

## あらすじ
ニューヨークのブルックリンに住むセディことセドリックは優しい両親や下町の友達に囲まれ、楽しい生活を送っていた。しかし、セディ（Ceddie）の父親ジェイムズが亡くなってしまう。ジェイムズの死を知ったセディの祖父ドリンコート伯爵はセディを跡継ぎにするため、イギリスに連れて来る。ドリンコート伯爵の方針で母親とも離れ離れに暮らさなければならなかったセディだが、その持ち前の明るさと思いやりで、伯爵の心を溶かしていく。

## 登場人物

### 主要人物

#### セディ / セドリック・エロル
声 - 折笠愛
本作品の主人公。愛称「セディ」。無邪気で優しく思いやりのある7歳の少年で、誰とでもすぐに仲良くなる。伯爵や貴族の奥方相手でも自分の意見をはっきりと言う芯の強さも持ち合わせている。野球好きで、フルートが上手い。釣りも好きであるが、少し苦手らしい。
7歳まではニューヨークで両親と3人で暮らすごく普通の家庭の子供であったが、叔父にあたるビービスや父ジェイムズが亡くなると、ドリンコ―ト伯爵の唯一の肉親となったセディが後継者としてイギリスへ招かれる。イギリスでは母アニーとの別居を強いられるも、おじいさんであるドリンコート伯爵を心から愛し、厳格なおじいさんを変えていく。イギリスへ来た当初は鬼伯爵の孫として村民に少し軽蔑されていたが、誰にでも親切に接するうちに村民達からも深く信頼されるようになる。

ジェイムズ・エロル
声 - 小川真司
セディの父で新聞の編集社に勤めている。32歳。
優しく、思いやりのある男性。フルートが上手い。また、絵を描くことが得意で、家には故郷であるドリンコ―トやセディを描いた絵が飾ってある。
実はイギリスの貴族ドリンコ―トの家柄出身だが、10年前にインドへ海軍士官へ出ているところでアニーと出会い、伯爵の意に背いてアニーと結婚した。このことがきっかけで長らく伯爵との縁を切りアメリカ人としてアニーやセディと共にニューヨークで暮らしていた。兄ビービスがなくなった後ハヴィシャムに呼ばれドリンコ―トへ行くが、アメリカ人嫌いな伯爵にアニーとセディを認めてもらえず、そのままアメリカへ帰り今まで通り3人で暮らすことを決意する。ところが、その後まもなく過労が祟って心筋梗塞のため亡くなる。
アニー・エロル
声 - 宗形智子
セディの母。とても優しく、気品がある女性。28歳。人助けで過労になり倒れるなど、人の好さのあまり無理をしてしまうことも度々ある。ジェイムズから習いフルートが吹ける。
小さい頃に両親がなくなり、ボストンの孤児院で育つ。その後15歳の時にインドの老夫人に引き取られ、18歳の時にジェイムズと出会い、アメリカで結婚した。ジェイムズが亡くなった後、ハヴィシャムにセディをイギリスへ渡らせるよう迫られ最初は反発したが、セディの将来のため2人でイギリスへ行く決心をする。米国人嫌いの伯爵のため、セディとの別居を強要されてしまうが、その事実を従容として受けとめ、伯爵を義父として立て仰いでいる。ドリンコ―ト伯爵夫人の容姿と似ており、ドリンコート邸にそっくりの肖像画があった。モーダント司祭と一緒に貧しい村民のため病人がいる家や子供に手がかかる家を回って面倒を見ており、村民達から尊敬されている。
ドリンコート伯爵 / ジョン・アーサー・モリヌクス・エロル
声 - 渡部猛
セディの祖父でジェイムズの父。厳格な癇癪持ちで、不満があるとステッキを投げつけガラスや壺を割ることもしばしばある。持病は痛風である。
アメリカで自分の意にそぐわない結婚をしたジェイムズを勘当していた。ビービスが亡くなるとハヴィシャムに命じてジェイムズをイギリスへ連れ戻すも、最初はアニーとセディに会おうとしなかった。ジェイムズが亡くなった後は唯一自分の血を引くセディを跡継ぎとしてやむなくイギリスへ招いた。当初はアメリカ育ちで話好きのセディに嫌悪感を示すが、セディの無邪気さと純粋な優しさに心を動かし、セディに深い愛情を抱くとともに思いやりも持つようになる。米国人嫌いのためセディとアニーの別居を強要するが、ある事件で気が変わり、屋敷で一緒に暮らすことを認めた。
ウィリアム・ハヴィシャム
声 - 阪脩
ドリンコート伯爵家の顧問弁護士。伯爵に忠実で、常に冷静である。ニューヨーク編ではドリンコ―ト伯爵の跡を継がせるためジェイムズ(ジェイムズ没後はセディ)をイギリスへ連れていくため執拗にエロル家周辺をうろつくなど強引な面も持つ。
調査によりミンナの経歴とトムがビービスの子供でないことを明らかにした。

### ニューヨーク編

#### 近所の住民
キャサリン
声 - 佐久間レイ
セディのニューヨーク時代の友達で、セディの姉貴分のような存在である。父親はいない。
気が強く、セディやエリックたちは逆らえない。歌が上手く、聖歌隊にメンバーに選ばれた。
サラ
声 - 吉田理保子
キャサリンの母で、アニーの良き友人。エロル家が住むアパートの管理人をしている。
アニーにキャサリンの聖歌隊衣装の仕立てを依頼した。アニーが病に倒れた際は家事を引き受けた。
サイラス・ホッブス
声 - 上田敏也
八百屋を営む。セディと仲の良い、優しい高齢の男性。
貴族の階級を笠に着た横暴を目にし、貴族に嫌悪感を抱いている。セディが小さい頃からよく知っており、自分の子供のように可愛がっている。ジェイムスが亡くなった後はアニーとセディを深く心配し、店の商品を恵んでくれる。
ディック・ティプトン
声 - 柴本広之
靴磨き職人の青年。セディを弟のように可愛がる。セディがイギリスに渡るとき、ネッカチーフを交換した。最終盤でイギリスから送られてきた写真を見てハッと何かに気が付く。
クリスティン
声 - 巴菁子
サラのアパートに住む中年女性。口ではアニーのミシンの音がうるさいとクレームをつけるが、本当はアニーのことを心配している。

#### 新聞社
ジェイムズの勤め先。
アレック
声 - 藤本譲
ジェイムズが勤める新聞社の編集長。頑固で仕事についてよくジェイムズと衝突しているが根は優しい。
イギリスへの旅費を作るためジェイムズに給料の前借りをお願いされた時は厳しく断ったものの、結局個人的に借金を受けた。ジェイムズが亡くなった後も仕立ての仕事をするアニーのためにコールデット夫人を紹介するなど、何かとエロル家に気を遣ってくれる。
モーリン
声 - 向殿あさみ
ジェイムズの同僚の女性。いつもイギリスの新聞を真っ先に読むジェイムズを気にしている。
マイク
声 - 塩屋浩三
ジェイムズの同僚の男性。よくジェイムズを気遣ってくれる。

#### 学校
エリック
声 - 伊倉一恵
セディの学校の友達で、野球が大好きな少年。家が貧しく、稼ぎが安定しない父や病気がちな母に代わり、時々たばこ売りの仕事で稼いでいる。
ミッキー、ボブ、ロイ
声 - 三田ゆう子、加藤雅子、高山みなみ
セディやエリックの学校の友人達。野球が大好き。セディがニューヨークを去る時にエリックを含めた四人の名前が書かれたボールを贈った。
エリザ
声 - 横田みはる
セディの小学校の担任教師。とても優しく、父が亡くなったセディに強く同情し、「しっかり勉強してお母さんを安心させなさい」と励ます。

#### その他ニューヨークの住民
マイケル
声 - 戸谷公次
エリックの父でアニーの友人。行商で稼ぐため家を空けていたが、近所で仕事が見つかり建設現場で働いている。
フェイ
声 - 鈴木れい子
エリックの母でアニーの友人。病気がちで、度々助けてくれるエロル一家に感謝している。
ガストン
声 - 平林尚三
ニューヨークに住む医師。心筋梗塞にかかったジェイムズや過労で倒れたアニーを診察した。
ガストン夫人
声 - 坪井章子
ガストン医師の妻で、診療所の切り盛りをしている。
コールデット夫人
声 - 弥永和子
アレックの紹介でアニーにドレスの仕立てを依頼した金持ちの夫人。完成したドレスを見てデザインが自分の体に合っていないとケチをつけ、セディを怒らせる。
メリー
声 - 中谷ゆみ
ホッブスの店の常連客の女性。セディが小さい頃からよく知っている。

### イギリス編

#### ドリンコ―ト伯爵邸
メロン夫人
声 - 斉藤昌
ドリンコート伯爵家のメイドの長。優しく、涙もろい性格。ドリンコ―ト伯爵に仕えてから非常に長い。
セディに初めて会ったときにジェイムズの面影を強く感じた。母親と別れて暮らすセディに同情し、機転を利かせてくれる。
ジェファーソン
声 - 北村弘一
ドリンコート伯爵家の執事。伯爵に忠実で健康面を心配している。ドリンコ―ト伯爵に仕えてから非常に長い。
ジェーン・ショート
声 - 山田栄子
セディの付きのメイド。賢明でとても優しい純朴な女性。当初はセディを「若君」と呼んでいたが彼と触れ合ううちに「セディ」と呼ぶようになり、劇中でも二度もセディにキスしたり抱きつかれるなど彼を心から愛しており、主従以上の絆で結ばれる。
伯爵の壺を割った疑いをかけられ一時屋敷を追い出されるが、セディの計らいで屋敷に戻ることができた。
ウィルキンス
声 - 島田敏
ドリンコート伯爵邸の庭番及び厩舎の飼育員。セディの愛馬・リトルプリンスと共に馬の調教がてら遠出をしたり、ドリスコート伯爵自身により命じられセディの世話をしたりしている。セディが落馬してけがをした際は責任を感じて伯爵に辞職を申し出た。
トーマス
声 - 佐藤正治
ドリンコート伯爵邸の従業員の男性。力仕事をよく任されている。
ローレンス、フローレンス
声 - 佐藤正治、有本欽隆
ドリンコート伯爵邸のお抱え御者達。

#### ドリンコ―ト伯爵の親戚
ブリジット
声 - 松井菜桜子
セディの遠縁にあたる少女。ロンドンに住んでいるが、伯爵が留守にしている間母のハリス夫人と共にドリンコート邸に長期滞在している。当初は母同様に米国育ちのセディを蔑んでおり、小馬鹿にして執拗な嫌がらせをしていたが、自身が犯した事件をきっかけに和解し、セディとの絆が生まれる。
伯爵がドリンコ―トへ戻った後はロンドンへ帰ってしまいほとんど登場しないが、38話で再度登場する。
ハリス夫人
声 - 榊原良子
ブリジットの母親。ドリンコート伯爵とはかなり縁の近い親戚のようで、伯爵が留守にしている間ドリンコ―トの切り盛りを任されている。
セディに良い感情は全く持っておらず、冷淡かつ意地悪な態度で接する。また、アメリカ人であるアニーを軽蔑しセディの心を傷つけた。ブリジットが伯爵の壺を割った様子を目撃し、セディに罪をなすりつけようとする。
コンスタンシア・ロリデル
声 - 水城蘭子
ドリンコート伯爵の妹でロリデル男爵夫人。セディにとっては大叔母にあたり、セディやアニーには親切に接する。
長らくドリンコ―ト伯爵と疎遠状態であったが、セディによって改心した伯爵に35年ぶりにドリンコ―トへ招かれる。非常におしゃべりで、馬車を乱暴に走らせるなど快活な老婦人である。
ハリー・ロリデル
声 - 永井一郎
コンスタンシアの夫、ロリデル男爵。とても無口。コンスタンシアと一緒にドリンコ―トへ招かれるが、すぐに帰ってしまう。
ビービス・エロル
ドリンコート伯爵の息子ジェイムズの兄で、ドリンコ―ト伯爵の本来の後継者。作中では本人は登場せず、第1話で亡くなったことが新聞で報道されるに留まっている。

#### 家庭教師
チェンバレン・ウェストレイク
声 - キートン山田
セディの家庭教師の男性で、乗馬など体育一般を担当。少々厳しいが乗馬の指導は第1級で、セディからも信頼されている。
エリザベス・トレイシー
声 - 鵜飼るみ子
セディの家庭教師の女性で、歴史、数学など座学を担当。見た目は少し怖そうだが、心は優しく熱心な先生。

#### コートロッジ
英国でアニーが住まわされた家。
ケティ
声 - 島美弥子
英国でアニーが住まわされた家(コートロッジ)の家政婦の老人。とても親切な人物である。耳が遠い。賄い担当であるが、料理をしているシーンは作中に1度もない。
コッキー
声 - 堀江美都子
ケティの孫娘。5歳。アニーが住むコートロッジで暮らしている可愛いおしゃまな少女。どんな相手にも怯まず気が強いが、泣き虫な面もある。両親がおらず祖母であるケティに育てられている。
ドリンコ―トの中では顔が広く、伯爵や屋敷の使用人、村人からもよく知られている。他の人が作業している様子を見ると何にでも興味を持ち真似したがるが、幼いためほとんど失敗している。セディを兄のように慕い、母と別れて暮らす彼を支えた。別居を強いられたセディとアニーの橋渡しの役を務めており、度々屋敷とコートロッジを往復している。原作には登場しない。
アリス
声 - 高木早苗
英国でアニーが住まわされた家(コートロッジ)の家政婦の中年の女性。アニーの小間使い担当であるが、作中ではあまり登場しない。

#### アールスコート
ドリンコ―トにある貧しい集合住宅。
ハートル
声 - 潘恵子
アールスコートに住んでいる少年。足をケガしていたところをセディに助けられたことがきっかけで友達になる。
イルマ
声 - 片岡冨枝
ハートルの母親。怪我をしたハートルがセディの馬に乗って帰ってきて驚いてしまう。
ロスコー
声 - 田口昴
ハートルの父親。家の雨漏りを直すようニューイックに頼んでいるが、全く聞き入れてもらえず困っている。
ロージー
声 - 柳沢三千代
アールスコートに住んでいる少女。通称「ロディ」。いつも赤ちゃんを抱いている。ニューイックらが建築現場から資材を運んでいく様子を目撃した。
マイク
声 - 佐藤智恵
アールスコートに住んでいる少年。鬼伯爵の孫としてセディを軽蔑し殴りかかろうとしたこともあるが、アールスコートの建て替えが始まったことを機にセディとも友達となる。
テッド
声 - 柳沢三千代
アールスコートに住んでいる少年でハートルやマイクの友達。
ルシル
声 - 鳳芳野
アールスコートに住んでいる貧しい老夫婦の妻。病気にかかっているところでアニーやモーダント司祭に助けられた。セディとアニーを強く尊敬している。
ダグラス
声 - 津田栄三
ルシルの夫。食料の援助やルシルの介助をしてくれるアニーやモーダント司祭に深く感謝している。

#### その他ドリンコ―トの住民
モーダント
声 - 峰恵研
ドリンコート伯爵領にある教会の神父。セディの父の若い頃をよく知っている。村の貧しい人をいろいろ助けて回っている、親切な神父である。村民の待遇改善をお願いするため度々ドリンコート伯爵邸へ訪れる。
ニューイック
声 - 郷里大輔
ドリンコート伯爵の領地の管理人。ケチで強欲、小作人には冷たい。村の住宅を直すようお願いされているものの一切聞き入れず、そのことを知った伯爵から強く叱られるも結局改心しなかった。アールスコートの建設資材を盗み転売することを企むが、セディたちに見つかって失敗に終わり、伯爵の領地から姿を消す。
レックス
声 - 銀河万丈
ドリンコートに住む医師。落馬でケガをしたセディ、過労で倒れたアニーを診察した。アニーに懇願されルシルも診察した。
ピーター
声 - 鈴木みえ
村に住んでいる少年。父親の農業の手伝いをしているが、度々さぼっている。セディには親切で、釣りの場所やいろいろな遊びをおしえてくれる。
ハートルとは学校の同級生である。
ピーターの父
声 -不明
ドリンコ―トで農業に従事している。氏名は不明。ピーターに農業の手伝いをさせているが、度々逃げ出すため困り果てている。セディに会っても挨拶すらせず、不愛想である。
デイブル
声 - 中野聖子
ジェーンの姉で、村のパン屋を経営している。最初は伯爵の孫としてセディの将来に少々偏見を持っていたが、セディやアニーの真心に触れていくうちに信頼を寄せていく。ジェイムズの子供の頃をよく知っている。ジェーンとはかなり年が離れているようである。
ドナ
声 - 佐藤智恵
デイブルの友人でパン屋の常連客。最初は伯爵の孫であるセディは鬼伯爵のようになるのではと偏見を持っていたが、デイブルと同様にセディやアニーに会っているうちに信頼を寄せていく。
メアリー
声 - 佐々尾幸
デイブルのパン屋の常連客で、ドナやデイブルの友人。
ヒギンス
声 - 沢木郁也
ドリンコート伯爵領に住む農夫。病気にかかり小作料が払えないためニューイックに家を追い出されそうになるが、それを知ったセディによって助けられる。その後回復し、再び農家として働いている。アニーとセディを強く尊敬している。
アガサ
声 - 安藤なぎさ
ヒギンスの妻。2人の子供が猩紅熱にかかるが、セディの計らいで医師の診察を受けることができ、回復した。アニーとセディを強く尊敬している。
ハーリントン
声 - 島香裕
ニューイックの悪友で、ニューイックと共にアールスコートの建設資材を盗み転売することを企てる。
ニック
声 - 鈴木清信
村人から「札付きのワル」として村人から忌避されている。ニューイックらと手を組み、アールスコートの建設資材を馬車で運び出した。
ジョニー
村人から「札付きのワル」として村人から忌避されている。ニューイックら手を組んで建築資材を転売することに協力した。名前は出るが、作中には登場しない。
建築技師
声 - 不明
アールスコートの建て替えのために呼ばれた建築技師の若年男性。氏名は不明。建築資材の到着が遅れていることに困っている。
測量士
声 - 不明
アールスコートの建て替えのために呼ばれた測量士の高齢男性。氏名は不明。セオドライト（測量用の器具）をどうしても覗きたいコッキーに邪魔され困っている。

#### ミンナ関連
ミンナ
声 - 増山江威子
ジェイムズの兄ビービスの元妻と名乗り、ドリンコート伯爵家の跡取りが我が子トムであると名乗りを上げた。癪に障ることがあると実子のトムを殴るなど横暴な性格。
アメリカでトムを捨ててイギリスに渡った後ビービス結婚したが、1年で離婚した。ビービスの没後、ビービスと1年間だけ結婚していたことに目を付け、アメリカからトムを連れてドリンコ―ト伯爵家の乗っ取りを企む。
トム
声 - 近藤玲子
ミンナの息子で、ジェイムズの兄ビービスの子とされ、セディとは従兄弟という事になっている。ドリンコート伯爵家の乗っ取りのためミンナにアメリカから連れて来られた。非常に大人しくシャイで人見知りであまり喋らない。
しかし、実際はミンナとベンの間に生まれた子供で、ディックの甥にあたるためドリンコ―ト伯爵との血のつながりはない。最終的には実父であるベンに引き取られアメリカ西部の牧場で暮らす。
ベン・ティプトン
声 - 屋良有作
ディックの兄。アメリカ西部の牧場で農夫として暮らしている。
トムの実の父親で、アメリカでミンナと共に姿を消したトムを探していた。最終回でディックやホッブスと共にドリンコ―トへやって来てトムが自分の子供であることを証明し、アメリカへ連れて帰った。

#### 動物
デューガル
ドリンコート伯爵の飼っているフォーン系のグレート・デン。セディが心を通わせ意思疎通ができる優秀な犬。
リトルプリンス
セディの為に伯爵がプレゼントした立派な白馬。
シーリム
ドリンコート伯爵の馬。
ライラ
コッキーの飼っているヒマラヤン。いつもコッキーと一緒にいる。

## スタッフ
- 製作 - 本橋浩一
- 製作管理 - 高桑充、中島順三
- 企画 - 佐藤昭司、石川泰平(CX)
- プロデューサー - 中島順三、遠藤重夫、小牧次郎(CX)
- 脚本 - 石森史郎
- 監督 - 楠葉宏三
- キャラクターデザイン - 櫻井美知代
- 音楽 - 森田公一
- 企画・制作 - フジテレビ、日本アニメーション

## 主題歌
オープニングテーマ - 「ぼくらのセディ」
歌 - 西田ひかる / 作詞 - 山上路夫 / 作曲 - 森田公一 / 編曲 - 大谷和夫
エンディングテーマ - 「誰かを愛するために」
歌 - 西田ひかる / 作詞 - 山上路夫 / 作曲 - 森田公一 / 編曲 - 大谷和夫
シングルは、西田ひかる公式のデビューシングル「フィフティーン」よりも早く発売されている。
また西田は、後述のミュージカル版においてもセディ役を演じている。

## 各話リスト
| 話数 | 放送日         | サブタイトル                        | 絵コンテ | 作画監督       |
| ---- | -------------- | ----------------------------------- | -------- | -------------- |
| 1    | 1988年 1月10日 | ニューヨークはぼくの街!             | 楠葉宏三 | しまだひであき |
| 2    | 1月17日        | ぼくにおじいさんがいた!!            | 楠葉宏三 | しまだひであき |
| 3    | 1月24日        | おじいさんは悪いひと?               | 楠葉宏三 | 本木久年       |
| 4    | 1月31日        | ぼくはなにも知らなかった!           | 楠葉宏三 | 前田英美       |
| 5    | 2月7日         | 死なないで父さん!                   | 楠葉宏三 | しまだひであき |
| 6    | 2月14日        | 母さん、ぼくは泣かないよ!           | 池野文雄 | 山崎登志樹     |
| 7    | 2月21日        | ぼくが母さんを守る!                 | 楠葉宏三 | 本木久年       |
| 8    | 2月28日        | 母さんは、絶対に悪くない!           | 楠葉宏三 | しまだひであき |
| 9    | 3月6日         | 母さんが…倒れた!                    | 池野文雄 | 山崎登志樹     |
| 10   | 3月13日        | いやだ!!イギリスなんか行きたくない! | 楠葉宏三 | 藤井裕子       |
| 11   | 3月20日        | ウソだ!!ぼくが貴族になるなんて!     | 黒田昌郎 | しまだひであき |
| 12   | 3月27日        | さようなら!!ぼくの街ニューヨーク!   | 池野文雄 | 本木久年       |
| 13   | 4月10日        | どうして母さんと離れてくらすの?!    | 楠葉宏三 | 山崎登志樹     |
| 14   | 4月17日        | 猛犬デューガルはぼくの友だち!!      | 池野文雄 | しまだひであき |
| 15   | 4月24日        | 母さんの悪口は言わないで!!          | 楠葉宏三 | 藤井裕子       |
| 16   | 5月1日         | コッキーはおちゃめな女の子!!        | 楠葉宏三 | 櫻井美知代     |
| 17   | 5月8日         | うれしい!やっとおじいさんに会える!! | 池野文雄 | 賀川愛         |
| 18   | 5月15日        | おじいさん!ぼくがセディです!!       | 池野文雄 | しまだひであき |
| 19   | 5月22日        | 馬に乗れるなんてほんとうに素敵だ!   | 池野文雄 | 山崎登志樹     |
| 20   | 5月29日        | おいしい?釣り名人のおくりもの!!     | 黒田昌郎 | しまだひであき |
| 21   | 6月5日         | 四ツ葉のクローバーがくれた勇気!     | 黒田昌郎 | 賀川愛         |
| 22   | 6月12日        | セディが起こした奇跡!!              | 楠葉宏三 | 山崎登志樹     |
| 23   | 6月19日        | 母親には絶対に会わすな!!            | 黒田昌郎 | しまだひであき |
| 24   | 6月26日        | おじいさんの嫌いなアメリカ人の手紙! | 池野文雄 | 山崎登志樹     |
| 25   | 7月3日         | 未来の名君セディ、初めての仕事!     | 楠葉宏三 | 賀川愛         |
| 26   | 7月10日        | 落馬!大ケガ!?ぼくが悪いんです!      | 黒田昌郎 | しまだひであき |
| 27   | 8月14日        | いつの日かドリンコート伯爵になる!   | 池野文雄 | 山崎登志樹     |
| 28   | 8月21日        | プレイボール!伯爵対セディ!          | 斉藤博   | しまだひであき |
| 29   | 8月28日        | 伯爵が怒った!ニューイックを呼べ!!   | 辻伸一   | 賀川愛         |
| 30   | 9月4日         | 母さんの病気はぼくがなおす!         | 黒田昌郎 | 山崎登志樹     |
| 31   | 9月11日        | おじいさんは鬼伯爵なんかじゃない!   | 鈴木孝義 | しまだひであき |
| 32   | 10月2日        | 本当だよ!これ母さんの馬車なんだ!    | 斉藤博   | 山崎登志樹     |
| 33   | 10月16日       | 奇跡!きまぐれ?伯爵の決意!           | 辻伸一   | 賀川愛         |
| 34   | 10月23日       | コッキー危ない!崩れ落ちたレンガ!!   | 斉藤博   | しまだひであき |
| 35   | 10月30日       | 助けてセディ!消えたコッキーのなぞ!  | 斉藤博   | 山崎登志樹     |
| 36   | 11月6日        | サーカスにつれてって!村の収穫祭     | 鈴木孝義 | しまだひであき |
| 37   | 11月13日       | 僕におばあさんがいた!母さんの味方?  | 辻伸一   | 賀川愛         |
| 38   | 11月20日       | 危うしセディ!ロンドンからの知らせ!! | 楠葉宏三 | 山崎登志樹     |
| 39   | 11月27日       | 僕はニセモノ?現れたもう一人の若君!  | 楠葉宏三 | しまだひであき |
| 40   | 12月4日        | 僕は、リトルプリンスじゃない!       | 楠葉宏三 | 山崎登志樹     |
| 41   | 12月11日       | セディが狙われる?!悪女ミンナの陰謀! | 辻伸一   | 賀川愛         |
| 42   | 12月18日       | ミンナの秘密!アメリカからの電報!    | 楠葉宏三 | しまだひであき |
| 43   | 12月25日       | おめでとう!君こそリトルプリンスだ!  | 楠葉宏三 | 山崎登志樹     |

## 放送局
※放送日時は1988年11月中旬 - 12月上旬時点（青森テレビについては本放送終了後に放映された日時）、放送系列は放送当時のものとする。
| 放送地域       | 放送局         | 放送日時           | 放送系列                                     | 備考   |
| -------------- | -------------- | ------------------ | -------------------------------------------- | ------ |
| 関東広域圏     | フジテレビ     | 日曜 19:30 - 20:00 | フジテレビ系列                               | 制作局 |
| 北海道         | 北海道文化放送 | 日曜 19:30 - 20:00 | フジテレビ系列                               |        |
| 秋田県         | 秋田テレビ     | 日曜 19:30 - 20:00 | フジテレビ系列                               |        |
| 宮城県         | 仙台放送       | 日曜 19:30 - 20:00 | フジテレビ系列                               |        |
| 福島県         | 福島テレビ     | 日曜 19:30 - 20:00 | フジテレビ系列                               |        |
| 新潟県         | 新潟総合テレビ | 日曜 19:30 - 20:00 | フジテレビ系列                               | [ 4 ]  |
| 長野県         | 長野放送       | 日曜 19:30 - 20:00 | フジテレビ系列                               |        |
| 静岡県         | テレビ静岡     | 日曜 19:30 - 20:00 | フジテレビ系列                               |        |
| 富山県         | 富山テレビ     | 日曜 19:30 - 20:00 | フジテレビ系列                               |        |
| 石川県         | 石川テレビ     | 日曜 19:30 - 20:00 | フジテレビ系列                               |        |
| 福井県         | 福井テレビ     | 日曜 19:30 - 20:00 | フジテレビ系列                               |        |
| 中京広域圏     | 東海テレビ     | 日曜 19:30 - 20:00 | フジテレビ系列                               |        |
| 近畿広域圏     | 関西テレビ     | 日曜 19:30 - 20:00 | フジテレビ系列                               |        |
| 島根県・鳥取県 | 山陰中央テレビ | 日曜 19:30 - 20:00 | フジテレビ系列                               |        |
| 岡山県・香川県 | 岡山放送       | 日曜 19:30 - 20:00 | フジテレビ系列                               |        |
| 広島県         | テレビ新広島   | 日曜 19:30 - 20:00 | フジテレビ系列                               |        |
| 愛媛県         | 愛媛放送       | 日曜 19:30 - 20:00 | フジテレビ系列                               | [ 5 ]  |
| 福岡県         | テレビ西日本   | 日曜 19:30 - 20:00 | フジテレビ系列                               |        |
| 佐賀県         | サガテレビ     | 日曜 19:30 - 20:00 | フジテレビ系列                               |        |
| 熊本県         | テレビ熊本     | 日曜 19:30 - 20:00 | フジテレビ系列 テレビ朝日系列                |        |
| 沖縄県         | 沖縄テレビ     | 日曜 19:30 - 20:00 | フジテレビ系列                               |        |
| 青森県         | 青森テレビ     | 水曜 16:00 - 16:30 | TBS系列                                      | [ 7 ]  |
| 岩手県         | 岩手放送       | 金曜 17:00 - 17:30 | TBS系列                                      | [ 8 ]  |
| 山形県         | 山形テレビ     | 月曜 19:00 - 19:30 | フジテレビ系列                               | [ 9 ]  |
| 山梨県         | 山梨放送       | 水曜 16:30 - 17:00 | 日本テレビ系列                               |        |
| 徳島県         | 四国放送       | 水曜 17:30 - 18:00 | 日本テレビ系列                               | [ 10 ] |
| 高知県         | 高知放送       | 金曜 16:30 - 17:00 | 日本テレビ系列                               |        |
| 長崎県         | テレビ長崎     | 日曜 18:00 - 18:30 | フジテレビ系列 日本テレビ系列                | [ 11 ] |
| 大分県         | テレビ大分     | 水曜 17:00 - 17:30 | 日本テレビ系列 フジテレビ系列 テレビ朝日系列 | [ 11 ] |
| 宮崎県         | テレビ宮崎     | 日曜 18:00 - 18:30 | 日本テレビ系列 フジテレビ系列 テレビ朝日系列 | [ 11 ] |
| 鹿児島県       | 鹿児島テレビ   | 日曜 18:30 - 19:00 | 日本テレビ系列 フジテレビ系列                | [ 11 ] |

## 映像ソフト化
テレビシリーズのDVDは2000年3月25日 - 6月25日にかけて全10巻が発売された。

## 舞台
1988年、イマジンミュージカルの制作により、西田ひかる（春公演）、畠田理恵（夏公演）主演で、舞台公演（ミュージカル）も行われた。

## コンピュータゲーム
1988年12月24日にファミリーコンピュータ用としてフジテレビより発売された。ジャンルはアドベンチャーゲーム。パッケージおよびカセット本体には「ファミコンドラマ」のロゴが入っていた。
プレイヤーはセディを操作し、祖父であるドリンコート伯爵によって引き離された母アニーとの再会を目指す。母を探して辿り着いたそれぞれの街では問題が起きており、それを解決することで次の街に行くことができるようになる。
街と街を繋ぐ道にはセディの家庭教師が同時に複数出現し、セディを囲むように向かってくるのだが、エンカウントすると「お勉強」という名のクイズを出してきて、何度か正解するまでセディを拘束してしまう。これ以外にも、原作や本作品とは全く関係ない突飛な要素が詰め込まれていることから、雑誌『ユーズド・ゲームズ』（のちの『GAME SIDE』）などでバカゲーとして紹介されたことがある。
また、一部の謎解き要素がノーヒントなどの理不尽な内容になっており、クソゲーとしての一面も有している。